# Demokratiska krafternas parti
Demokratiska krafternas parti (Partidul Forţelor Democratice) var ett politiskt parti i Moldavien, som i december 2002 uppgick i Socialliberala partiet.